# Старий Любош
Старий Любош (пол. Stary Lubosz) — село в Польщі, у гміні Косцян Косцянського повіту Великопольського воєводства.
Населення — 865 осіб (2011).
У 1975-1998 роках село належало до Лешненського воєводства.

## Демографія
Демографічна структура станом на 31 березня 2011 року:
|          | Загалом | Допрацездатний вік | Працездатний вік | Постпрацездатний вік |
| -------- | ------- | ------------------ | ---------------- | -------------------- |
| Чоловіки | 427     | 92                 | 297              | 38                   |
| Жінки    | 438     | 94                 | 257              | 87                   |
| Разом    | 865     | 186                | 554              | 125                  |